# Geodia gibberosa
Geodia gibberosa é uma esponja marinha das Caraíbas.